# 鶴崎共同動力
鶴崎共同動力株式会社（つるさききょうどうどうりょく）は、大分県大分市に本社を置く発電事業者である。

## 概要
昭和電工株式会社の子会社で、石油コークス等を燃料に汽力発電を行い、昭和電工大分コンビナート構内の企業に電力や熱を供給している。
電気事業法の旧分類の卸供給事業者と類似した特定供給を行う事業者であるが、法律上は自家発電であって旧分類の卸供給事業者には区分されない。
2016年12月期の売上高は16,766百万円で、大分県内の企業で29位に位置する。

## 沿革
- 1967年（昭和42年）10月 - 設立[1]。
- 1998年（平成10年） - ISO 14001の認証取得[9]。